# 통측동구족

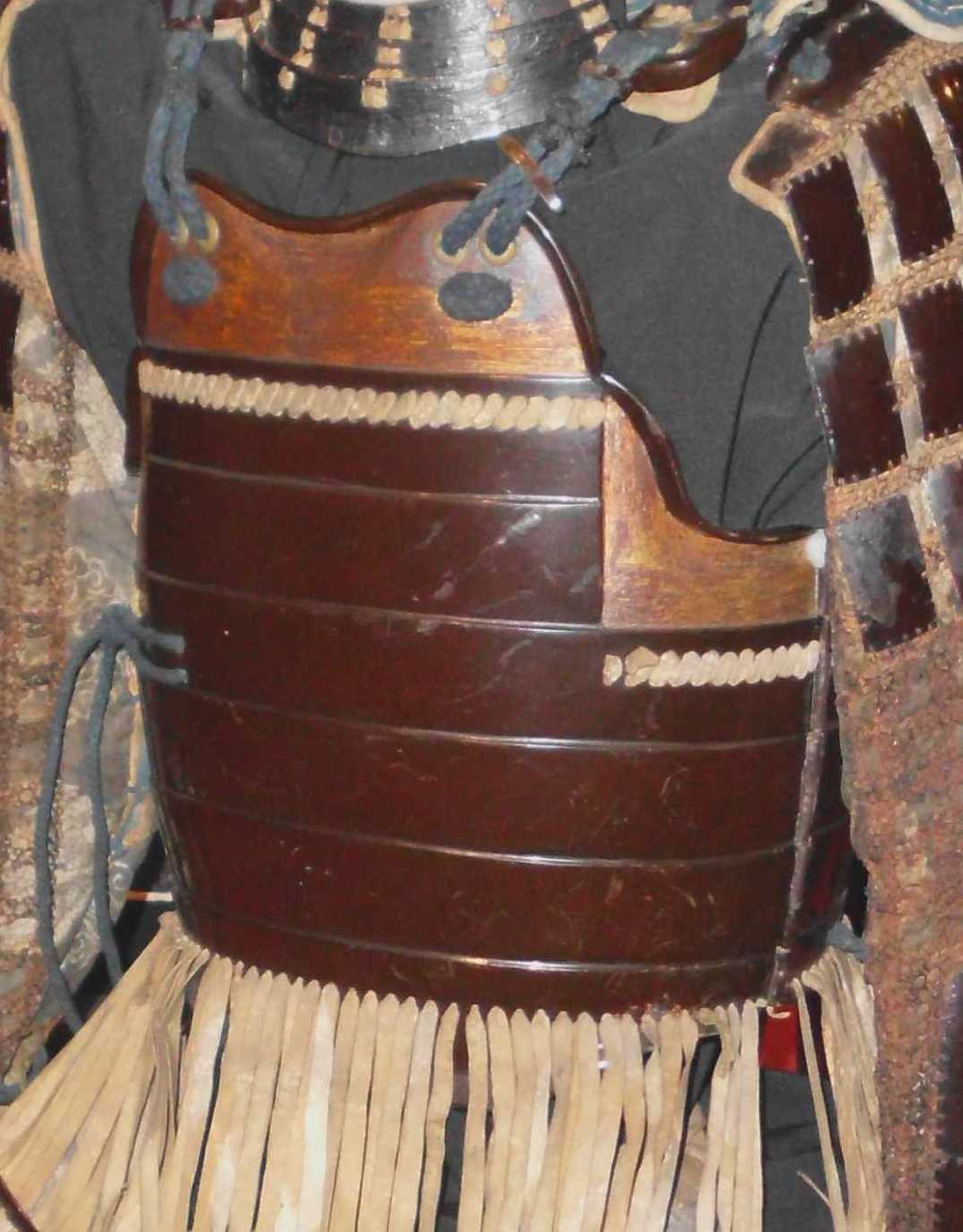
횡신동구족.

통측동구족(일본어: 桶側胴具足 오케가와도우구소쿠[*])은 근세 일본 갑옷인 당세구족의 일종이다.
판찰(板札)이라고 불리는 길쭉한 직사각형 철판을 고정하여 만든다. 이런 점은 고대의 판갑과도 비슷하다. 그 모습이 나무통을 옆에서 본 것 같다고 하여 이런 이름이 붙었다. 철판 이음매가 가로로 되어 있는지 세로로 되어 있는지에 따라 또 횡신동구족(가로)과 종신동구족(세로)로 나뉜다. 비교적 제작이 용이하고 강도도 꽤 높은 편이라 무로마치 시대 후기에 많이 보급되었다. 졸병들에게 지급한 양산형 갑옷인 어대구족도 이 형태가 많다.

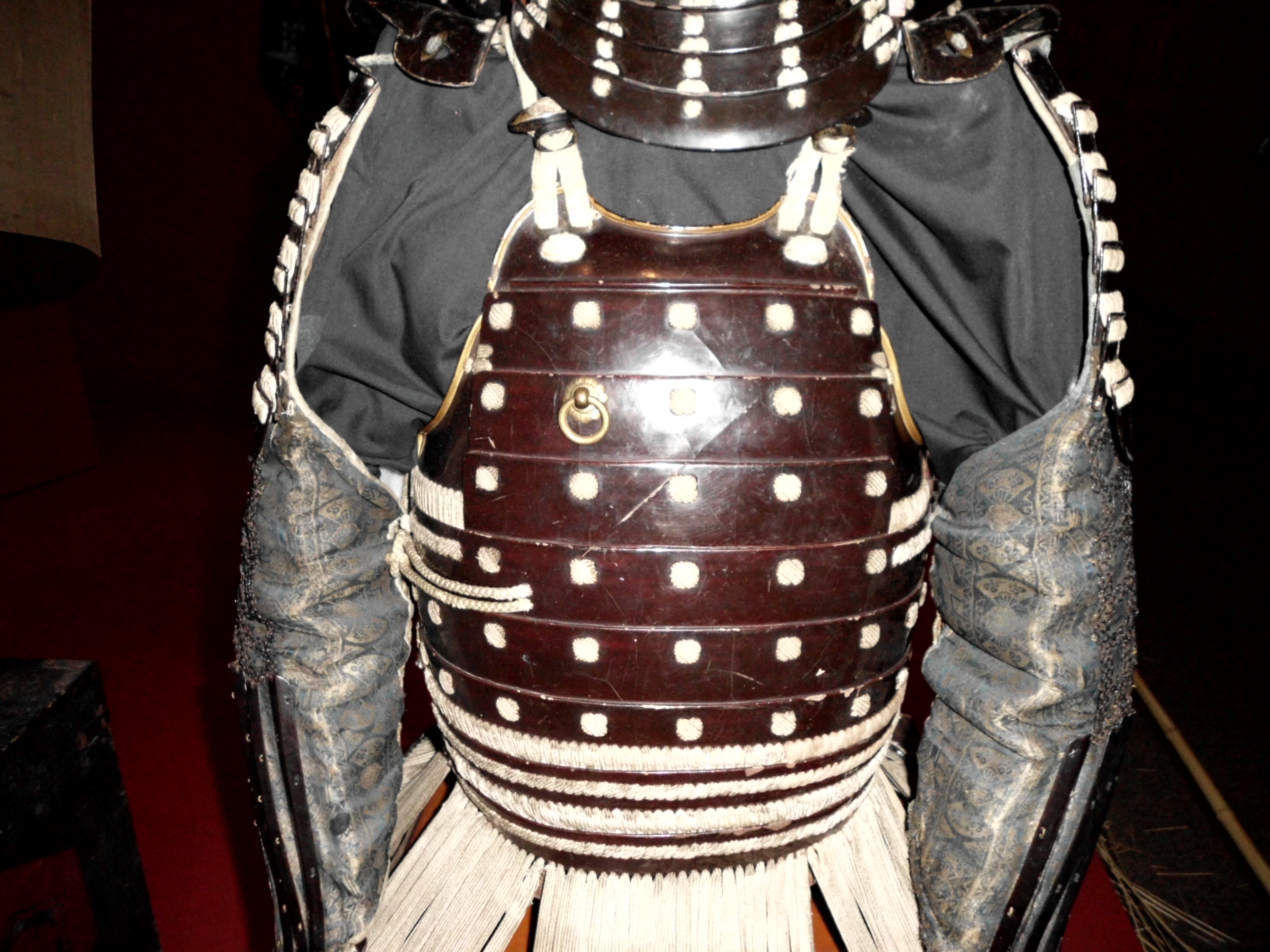
횡신동구족.
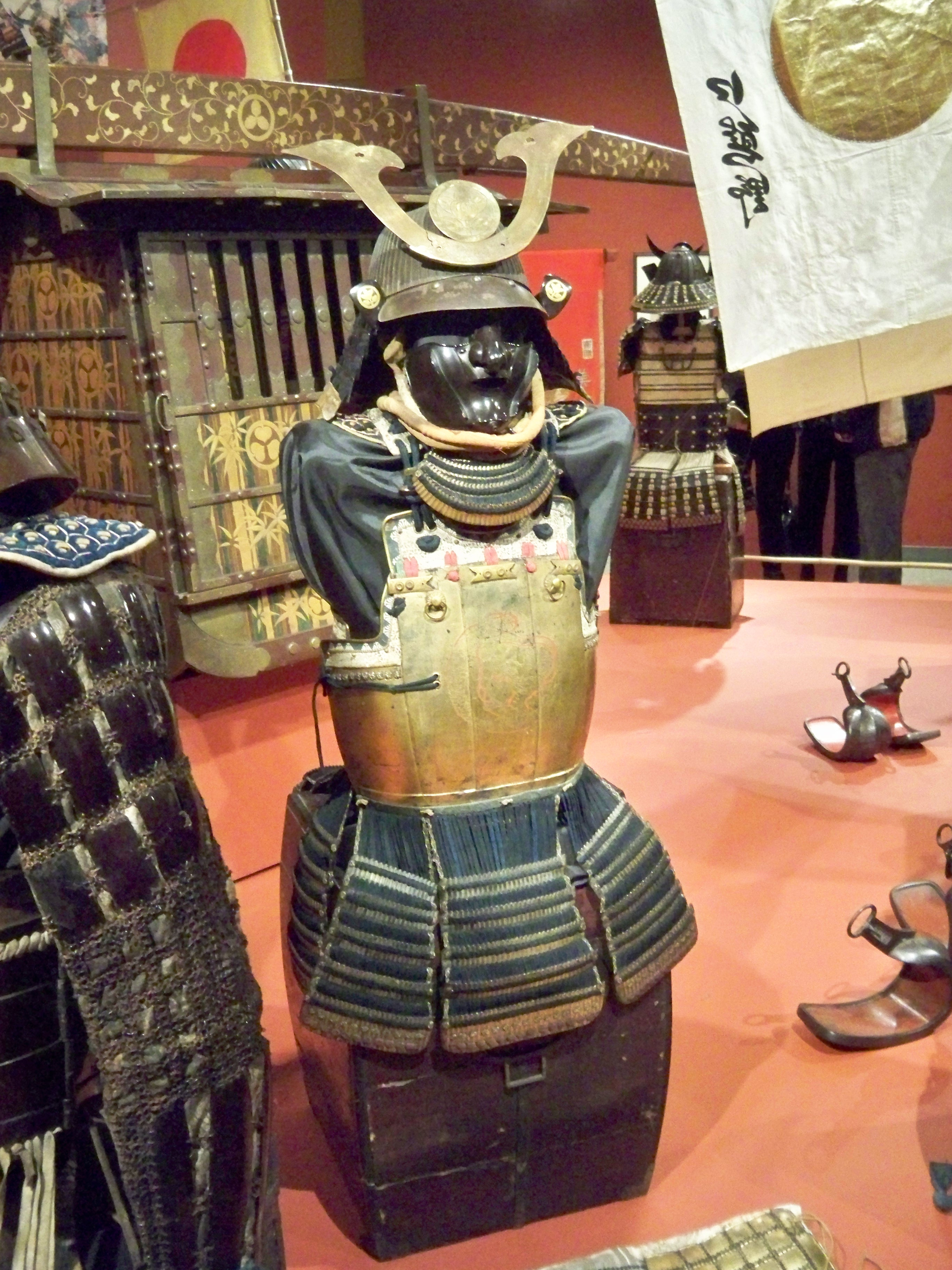
종신동구족
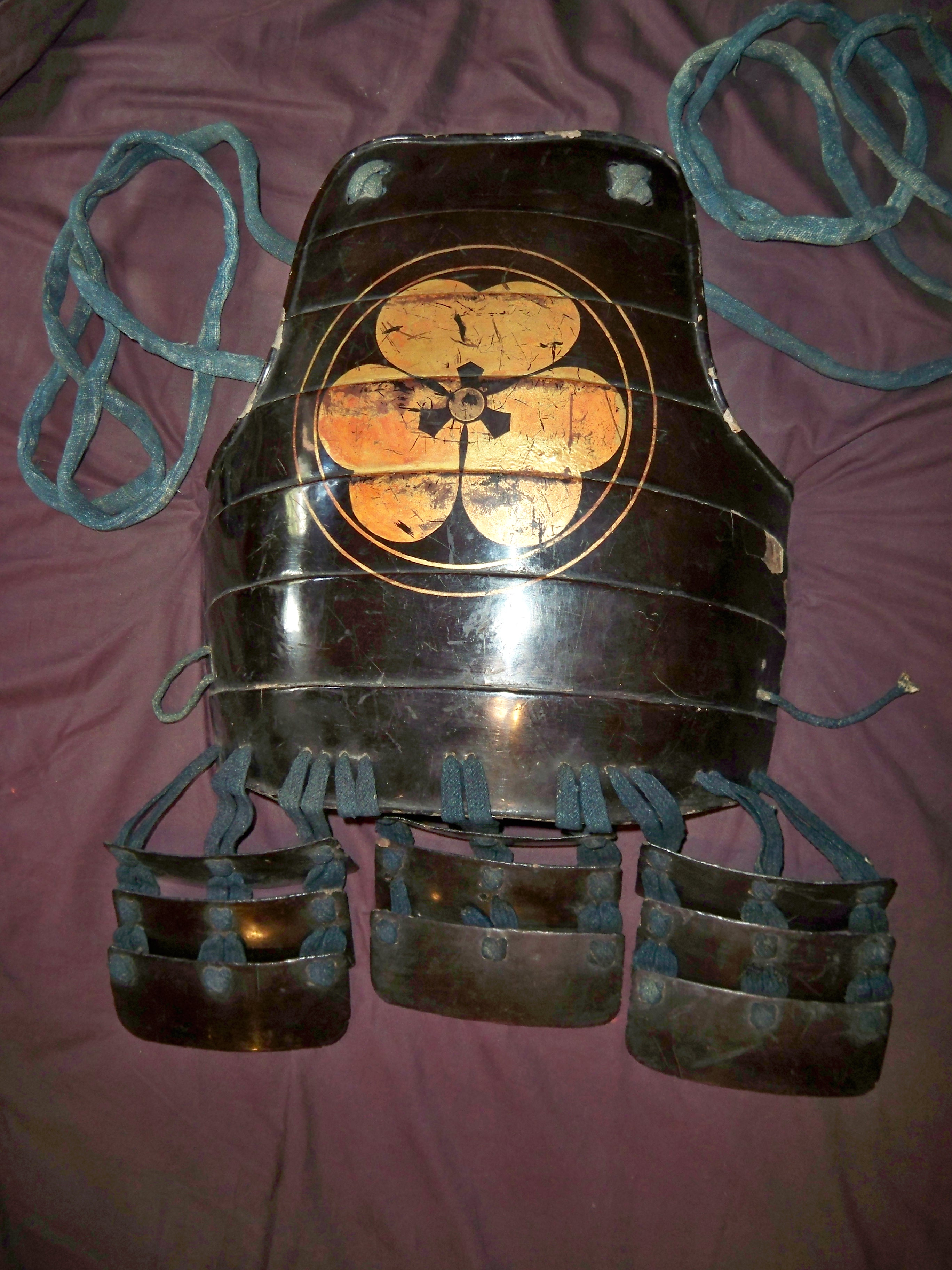
횡신동구족 방식으로 만든 어대구족.